# Mistrzostwa Oceanii w Judo 1966
2. Mistrzostwa Oceanii w judo odbywały się w 1966 roku w Sydney. W tabeli medalowej tryumfowali zapaśnicy z Australii.

## Klasyfikacja medalowa
| Miejsce | Państwo       |   |   |   | Razem |
| ------- | ------------- | - | - | - | ----- |
| 1       | Australia     | 3 | 2 | 2 | 7     |
| 2       | Nowa Zelandia | 2 | 3 | 3 | 8     |
| Razem   | Razem         | 5 | 5 | 5 | 15    |

## Medaliści

### Mężczyźni
| Konkurencja:  | Złoto:         | Srebro:        | Brąz:       |
| 63 kg         | Bill Shaw      | Gordon Johnson | Jim Black   |
| 70 kg         | Graeme Roberts | John Whipp     | David Nash  |
| 80 kg         | David Delay    | Alex Bijkerk   | Pat Toner   |
| 93 kg         | John Buckley   | Jim McPhee     | Mick Yarrow |
| powyżej 93 kg | Ray McMahon    | Mike Tipene    | Onno Boelee |